# Mistrzostwa Świata w Lekkoatletyce 2017 – chód na 20 km mężczyzn
Chód na 20 kilometrów mężczyzn – jedna z konkurencji długodystansowych rozegranych podczas lekkoatletycznych mistrzostw świata na Stadionie Olimpijskim w Londynie.

## Terminarz
| Data        | Godzina |       |
| ----------- | ------- | ----- |
| 13 sierpnia | 14:20   | Finał |

## Rekordy
Tabela prezentuje rekord świata, rekordy poszczególnych kontynentów, mistrzostw świata, a także najlepszy rezultat na świecie w sezonie 2017 przed rozpoczęciem mistrzostw.
|                            | Zawodnik            | Wynik   | Miejsce          | Data                  |
| -------------------------- | ------------------- | ------- | ---------------- | --------------------- |
| Rekord świata              | Yūsuke Suzuki       | 1:16:36 | Nomi             | 15 marca 2015(dts)    |
| Listy światowe             | Wang Kaihua         | 1:17:54 | Huangshan        | 4 marca 2017(dts)     |
| Rekord mistrzostw świata   | Jefferson Pérez     | 1:17:21 | Saint-Denis      | 23 sierpnia 2003(dts) |
| Rekord Afryki              | Hatem Ghoula        | 1:19:02 | Eisenhüttenstadt | 10 maja 1997(dts)     |
| Rekord Ameryki Północnej   | Julio René Martínez | 1:17:46 | Eisenhüttenstadt | 8 maja 1999(dts)      |
| Rekord Ameryki Południowej | Jefferson Pérez     | 1:17:21 | Saint-Denis      | 23 sierpnia 2003(dts) |
| Rekord Australii i Oceanii | Nathan Deakes       | 1:17:33 | Cixi             | 2 grudnia 2006(dts)   |
| Rekord Azji                | Yūsuke Suzuki       | 1:16:36 | Nomi             | 15 marca 2015(dts)    |
| Rekord Europy              | Yohann Diniz        | 1:17:02 | Arles            | 8 marca 2015(dts)     |

## Minima kwalifikacyjne
Aby zakwalifikować się do mistrzostw, należało wypełnić minimum kwalifikacyjne wynoszące 1:24:00 (uzyskane w okresie od 1 stycznia 2016 do 23 lipca 2017). Każdy komitet narodowy mógł zgłosić maksymalnie trzech zawodników do startu w tej konkurencji.

## Rezultaty
| Pozycja | Zawodnik                | Państwo                            | Czas    | Uwagi    |
| ------- | ----------------------- | ---------------------------------- | ------- | -------- |
| 01 !    | Éider Arévalo           | Kolumbia                           | 1:18:53 | NR       |
| 02 !    | Siergiej Szyrobokow     | Autoryzowani lekkoatleci neutralni | 1:18:55 |          |
| 03 !    | Caio Bonfim             | Brazylia                           | 1:19:04 | NR       |
| 4       | Lebogang Shange         | Południowa Afryka                  | 1:19:18 | NR       |
| 5       | Christopher Linke       | Niemcy                             | 1:19:21 |          |
| 6       | Dane Bird-Smith         | Australia                          | 1:19:28 | PB       |
| 7       | Wang Kaihua             | Chińska Republika Ludowa           | 1:19:30 |          |
| 8       | Álvaro Martín           | Hiszpania                          | 1:19:41 | SB       |
| 9       | Alberto Amezcua         | Hiszpania                          | 1:19:46 | PB       |
| 10      | Miguel Ángel López      | Hiszpania                          | 1:19:57 | SB       |
| 11      | Isamu Fujisawa          | Japonia                            | 1:20:04 |          |
| 12      | Artur Brzozowski        | Polska                             | 1:20:33 | PB       |
| 13      | Diego García            | Hiszpania                          | 1:20:34 | PB       |
| 14      | Eiki Takahashi          | Japonia                            | 1:20:36 |          |
| 15      | Nils Brembach           | Niemcy                             | 1:20:42 | PB       |
| 16      | Giorgio Rubino          | Włochy                             | 1:20:47 | SB       |
| 17      | Hagen Pohle             | Niemcy                             | 1:20:53 | SB       |
| 18      | Brian Pintado           | Ekwador                            | 1:21:17 | PB       |
| 19      | Jin Xiangqian           | Chińska Republika Ludowa           | 1:21:24 |          |
| 20      | Damian Błocki           | Polska                             | 1:21:29 | PB       |
| 21      | Erick Barrondo          | Gwatemala                          | 1:21:34 | SB       |
| 22      | Alaksandr Lachowicz     | Białoruś                           | 1:21:39 |          |
| 23      | Irfan Kolothum Thodi    | Indie                              | 1:21:40 |          |
| 24      | Kévin Campion           | Francja                            | 1:21:46 |          |
| 25      | Francesco Fortunato     | Włochy                             | 1:22:01 | PB       |
| 26      | Kim Hyun-sub            | Korea Południowa                   | 1:22:08 |          |
| 27      | Rusłan Dmytrenko        | Ukraina                            | 1:22:26 | SB       |
| 28      | Mauricio Arteaga        | Ekwador                            | 1:22:28 | SB       |
| 29      | Marius Žiūkas           | Litwa                              | 1:22:38 |          |
| 30      | Samuel Gathimba         | Kenia                              | 1:22:52 | SB       |
| 31      | Choe Byeong-kwang       | Korea Południowa                   | 1:22:54 | SB       |
| 32      | Iwan Łosew              | Ukraina                            | 1:23:03 | SB       |
| 33.     | César Augusto Rodríguez | Peru                               | 1:23:05 | PB       |
| 34.     | Wang Rui                | Chińska Republika Ludowa           | 1:23:09 |          |
| 35.     | Jesús Tadeo Vega        | Meksyk                             | 1:23:10 | SB       |
| 36.     | Gieorgij Shejko         | Kazachstan                         | 1:23:11 |          |
| 37.     | Perseus Karlström       | Szwecja                            | 1:23:36 |          |
| 38.     | Daisuke Matsunaga       | Japonia                            | 1:23:39 |          |
| 39.     | Yerko Araya             | Chile                              | 1:23:46 |          |
| 40.     | José Alejandro Barrondo | Gwatemala                          | 1:23:47 |          |
| 41.     | Callum Wilkinson        | Wielka Brytania                    | 1:23:54 |          |
| 42.     | Aleksandros Papamichail | Grecja                             | 1:23:56 |          |
| 43.     | Pedro Daniel Gómez      | Meksyk                             | 1:24:11 |          |
| 44.     | Ato Ibáñez              | Szwecja                            | 1:24:23 | SB       |
| 45.     | Ersin Tacir             | Turcja                             | 1:24:43 |          |
| 46.     | Juan Manuel Cano        | Argentyna                          | 1:24:49 |          |
| 47.     | Manuel Esteban Soto     | Kolumbia                           | 1:24:56 |          |
| 48.     | Matteo Giupponi         | Włochy                             | 1:25:20 | SB       |
| 49.     | Dzmitryj Dziubin        | Białoruś                           | 1:25:41 |          |
| 50.     | Devender Singh          | Indie                              | 1:25:47 |          |
| 51.     | Benjamin Thorne         | Kanada                             | 1:26:56 |          |
| 52.     | José María Raymundo     | Gwatemala                          | 1:27:09 |          |
| 53.     | Jakub Jelonek           | Polska                             | 1:27:43 |          |
| 54.     | Ganapathi Krishnan      | Indie                              | 1:28:32 |          |
| 55.     | Serhij Budza            | Ukraina                            | 1:29:25 |          |
| 56.     | Rhydian Cowley          | Australia                          | 1:30:40 |          |
| 57.     | Kim Dae-ho              | Korea Południowa                   | 1:30:41 |          |
| 58.     | Mert Atlı               | Turcja                             | 1:31:26 |          |
| -       | Salih Korkmaz           | Turcja                             | DNF     |          |
| -       | Eder Sánchez            | Meksyk                             | DNF     |          |
| -       | Simon Wachira           | Kenia                              | DNF     |          |
| -       | Tom Bosworth            | Wielka Brytania                    | DQ      | 230.6(a) |
| -       | Alex Wright             | Irlandia                           | DQ      | 230.6(a) |
| -       | Richard Vargas          | Wenezuela                          | DQ      | 230.6(a) |